# Xinji (sockenhuvudort i Kina, Henan Sheng, lat 33,79, long 113,00)
Xinji är en sockenhuvudort i Kina. Den ligger i provinsen Henan, i den centrala delen av landet, omkring 120 kilometer sydväst om provinshuvudstaden Zhengzhou. Antalet invånare är 51 208. Befolkningen består av 24 812 kvinnor och 26 396 män. Barn under 15 år utgör 21,0 %, vuxna 15-64 år 69 %, och äldre över 65 år 9,0 %.
Runt Xinji är det tätbefolkat, med 356 invånare per kvadratkilometer. Närmaste större samhälle är Yangzhuang, 6,1 km nordost om Xinji. Trakten runt Xinji består till största delen av jordbruksmark.
Genomsnittlig årsnederbörd är 819 millimeter. Den regnigaste månaden är september, med i genomsnitt 157 mm nederbörd, och den torraste är januari, med 5 mm nederbörd.